# 中国人民武装警察部队第七师
中国人民武装警察部队第七师，简称武警第七师，代号武警8660部队，是中国人民武装警察部队的机动师，隶属于武警总部。其主要职责为在紧急状态时执行治安維持、民防、後備、工程、镇压武装暴乱等任务。

## 历史
前身为1969年组建的中国人民解放军步兵第七师。百万大裁军中，该师转入中国人民武装警察部队建制，整编为中国人民武装警察部队第七师。
2009年7月5日，新疆维吾尔自治区首府乌鲁木齐市发生暴乱，武警第七师参与平暴。
2018年深化国防和军队改革中，中国人民武装警察部队第七师建制撤销，所属部队划入中国人民武装警察部队新疆维吾尔自治区总队。转隶武警新疆总队后，原武警第二十一团和武警第七〇六团整合组建武警新疆总队机动第三支队，驻乌鲁木齐市沙依巴克区克拉玛依东路；武警第十九团和师直各营组成武警新疆总队机动第四支队，驻伊宁市；原武警第二十团和内地武警某团组成山地反恐特战支队，移防阿克苏市。

## 编制
武警第七师下辖：
- 武警第十九团（武警8661部队），驻新疆伊宁市
- 武警第二十团（武警8662部队），驻新疆阿克苏市
- 武警第二十一团（武警8663部队），驻新疆乌鲁木齐
- 武警第七〇六团（武警8664部队），驻新疆乌鲁木齐